# 地景流行病學
地景流行病學是研究疾病與環境因素之間的關係的科學。類似地景生態學，  地景流行病學經由分析風險模型和環境風險因素，來控制疾病的傳播。

## 歷史
1996年，葉甫根尼·帕夫洛夫斯基提出了微觀上的病原體由環境系統整體決定的理論。 隨著地理信息系統和遙感等技術的發展，以及地景生態學的完善，地景流行病學已經可以應用在研究許多疾病（例如瘧疾、漢他病毒、萊姆病和恰加斯氏病）上。